# 50 kilomètres marche aux championnats du monde d'athlétisme 2005
Navigation
Paris 2003 Osaka 2007
L'épreuve du 50 kilomètres marche des championnats du monde d'athlétisme 2005 s'est déroulée le 12 août 2005 dans les rues d'Helsinki, en Finlande. Elle est remportée par le Russe Sergey Kirdyapkin.

## Résultats
| Rang               | Athlète            | Pays      | Temps           | Notes |
| ------------------ | ------------------ | --------- | --------------- | ----- |
| Médaille d'or      | Sergey Kirdyapkin  | Russie    | 3 h 38 min 08 s | PB    |
| Médaille d'argent  | Aleksey Voyevodin  | Russie    | 3 h 41 min 25 s |       |
| Médaille de bronze | Alex Schwazer      | Italie    | 3 h 41 min 54 s | NR    |
| 4                  | Trond Nymark       | Norvège   | 3 h 44 min 04 s | NR    |
| 5                  | Zhao Chengliang    | Chine     | 3 h 44 min 45 s |       |
| 6                  | Omar Zepeda        | Mexique   | 3 h 49 min 01 s |       |
| 7                  | Roman Magdziarczyk | Pologne   | 3 h 49 min 55 s | SB    |
| 8                  | Yuki Yamazaki      | Japon     | 3 h 51 min 15 s |       |
| 9                  | Horacio Nava       | Mexique   | 3 h 53 min 57 s |       |
| 10                 | Peter Korčoks      | Slovaquie | 3 h 55 min 02 s |       |

## Légende
Records et Performances
- AR : Record continental (area record)
- CR : Record des championnats (championship record)
- MR : Record du meeting (meet record)
- NR : Record national (national record)
- OR : Record olympique (olympic record)
- PR : Record paralympique (paralympic record)
- PB : Record personnel (personal best)
- SB : Meilleure performance personnelle de la saison (season's best)
- WL : Meilleure performance mondiale de l'année (world leader)
- WJR : Record du monde junior (world junior record)
- WR : Record du monde (world record)

Circonstances et Conditions
- DNF : N'a pas terminé (did not finish)
- DNS : N'a pas pris le départ (did not start)
- DQ : Disqualification (disqualification)
- NM : Aucun essai valable enregistré (No Mark)
- Q : Qualifié « directement » au prochain tour (ou à la prochaine compétition), lors d'une compétition majeure, grâce au classement ou à la réalisation des minima (automatic qualifier)
- q : Qualifié au prochain tour (ou à la prochaine compétition), lors d'une compétition majeure, grâce au repêchage ou à la réalisation de l'une des meilleures performances parmi celles des « non qualifiés directement » (grâce au meilleur temps ou à la meilleure distance par exemple) (secondary qualifier)